# Konstanty Rudzki
Konstanty Rudzki (ur. 15 marca 1820 w Krakowie, zm. 5 lutego 1899 Warszawie) – inżynier, pionier rozwoju przemysłu w Polsce, działacz społeczny i gospodarczy.

## Życiorys
Kształcił się w Szkole Centralnej Sztuk i Rzemiosł w Paryżu (École Centrale des Arts et Manufactures), a praktykę odbywał w kilku europejskich zakładach przemysłu żelaznego. W 1858 roku Rudzki uruchomił pod nazwą „Gisernia K. Rudzkiego i Spółki przy Warsztatach Żeglugi Parowej w Warszawie”. Przedsiębiorstwo produkowało wyroby żelazne oraz mosiężne, a od 1868 roku rozpoczęła również produkcję narzędzi oraz maszyn rolniczych.
W 1873 r. Konstanty Rudzki stał się jedynym właścicielem przekształcając ją w zakłady odlewnicze w Warszawie pod nazwą „Fabryka Machin i Odlewów Żelaznych K. Rudzki i Spółka”. Fabryka ta od 1881 roku rozpoczęła produkcję rur lanych, a od 1890 wytwarzała także rury wodociągowe, sprzęt kolejowy oraz konstrukcje stalowe przeznaczone głównie do budowy mostów. Pod koniec XIX wieku Konstanty Rudzki zatrudniał ok. 1000. robotników, a jego firma była trzecią pod względem wielkości W branży budowy maszyn w całym Królestwie Polskim. Główne zakłady znajdowały się w Mińsku Mazowieckim, gdzie wykonywane były elementy konstrukcji stalowych do budowy mostów przeznaczonych dla całego Imperium Rosyjskiego.
W 1902 roku firma „Rudzki i Ska” wykonywała w sumie 17% robót mostowych w całym cesarstwie rosyjskim. W latach 1896–1899 fabryka zrealizowała szereg prac związanych z budową mostów kolejowych, m.in. na Niemnie, na trasie dalekowschodniej kolei ussuryjskiej, a także w Mandżurii oraz w Chinach. Po rozpadzie carskiej Rosji i odzyskaniu przez Polskę niepodległości jej działalność skupiła się głównie na terenie Polski oraz Jugosławii.
Konstanty Rudzki zmarł w Warszawie 5 lutego 1899 r. i został pochowany w podziemiach kościoła św. Karola Boromeusza na cmentarzu Powązkowskim.